# Viessmann
Il Gruppo Viessmann è un produttore internazionale di sistemi di riscaldamento con sede a Allendorf (Eder), Germania. Il gruppo controlla 23 stabilimenti e reparti di gestione e produzione in 11 paesi, i cui prodotti sono disponibili in 74 paesi, possiede 32 filiali e 120 commerciali in tutto il mondo.

## Profilo
L'azienda è stata fondata nel Hof der Saale nel 1917 da Johann Viessmann ed è stata a conduzione familiare da tre generazioni. Il Presidente e Amministratore Delegato è Martin Viessmann. La società impiega 12000 persone e dal 2011 ha avuto entrate di vendita di circa € 2,5 miliardi. I prodotti HVAC dell'azienda sono:
- La tecnologia della condensazione e impianti a gas,
- Impianti solari termici,
- Impianti fotovoltaici,
- Pompe di calore,
- Sistemi di riscaldamento a biomassa (legna),
- Produzione combinata di calore ed energia elettrica (cogenerazione),
- Sistemi di produzione di biogas,
- Sistemi di ventilazione e di condizionamento dell'aria,

a fini commerciali, industriali e residenziali che vanno da 1,5 a 116.000 kW.

## Storia
Il Gruppo Viessmann è nato a Hof, sulle rive del Saale, dove Johann Viessmann ha creato un piccolo laboratorio nel 1917 specializzato nella costruzione di caldaie in acciaio. Nel 1937 ha trasferito le operazioni da Allendorf (Eder), al nord Hesse. Dopo la seconda guerra mondiale, suo figlio, Hans Viessmann ha rilevato l'azienda paterna modernizzandola per mezzo della introduzione di processi industriali e di catena di montaggio. Negli anni 1950 e 1960, i derivati del petrolio hanno sostituito i combustibili solidi utilizzati in precedenza. Viessmann ha colto queste opportunità di crescita e si è sviluppata in una media impresa industriale con 1.400 dipendenti.
Gli anni 1970 furono un periodo di espansione. Nel 1972, Viessmann ha aperto il suo primo stabilimento all'estero a Faulquemont (Francia), ed in seguito a Waterloo, Ontario (Canada), il primo sito al di fuori dell'Europa, nel 1978. Nel 1976, sono stati prodotti i primi collettori solari ed in seguito le pompe di calore per la prima volta nel 1978. La caduta del muro di Berlino nel 1989 ha aperto nuovi mercati - in primo luogo nella ex Germania dell'Est e poi in Europa orientale. Alla fine del 1991/inizio del 1992, Hans Viessmann passa la società al figlio Martin.
Nel 1990 sono avvenuti vari cambiamenti: dalle caldaie a pavimento alle caldaie a parete, dal petrolio al gas, dalle caldaie a gas alla tecnologia di condensazione. Viessmann ha impostato un nuovo impianto di produzione di caldaie murali a gas ad Allendorf. Viessmann prima ha acquistato Mawera e Köb, aziende specialisti nella combustione di legno, in seguito ha acquistato KWT, un produttore di pompe di calore di grandi dimensioni ed anche ESS produttore di sistemi di cogenerazione. Le acquisizioni di BIOFerm (2006), Schmack Biogas e Carbotech (2010) hanno coperto l'area della tecnologia biogas e con l'acquisizione anche di una azienda – produttrice di collettori solari a tubi evacuati in Dachang (Cina), l'azienda ha ampliato la propria presenza sul mercato in impianti solari termici.
Nel novembre 2019 il Gruppo ha acquisito il 100% della polacca Kospel S.A..

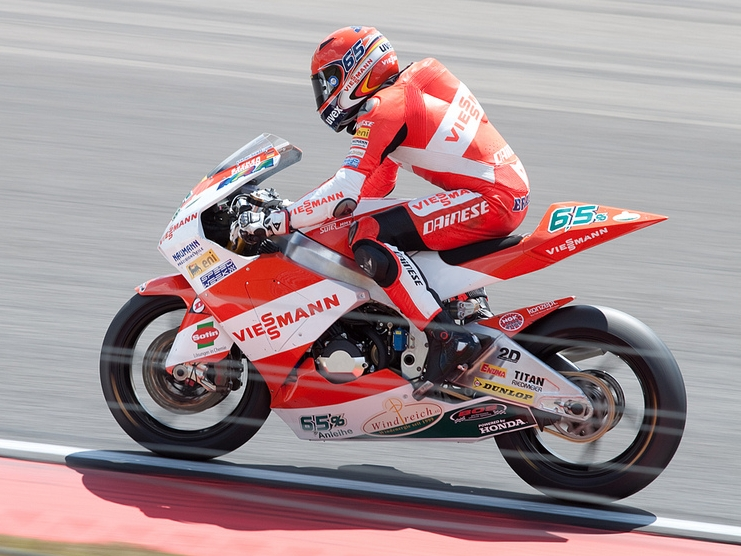
Stefan Bradl

## Sport
Viessmann è uno degli sponsor degli sport invernali come il biathlon, sci di fondo, slittino, combinata nordica e salto con gli sci. Tra gli atleti sponsorizzati sono Andrea Henkel, Alessandro Lupo, Evi Sachenbacher-Stehle, Axel Teichmann, Eric Frenzel, Tatjana Hüfner, Felix Loch, e Michael Uhrmann.
Viessmann è anche sponsor della squadra motociclistica Kiefer Racing.
In Italia Viessmann ha stretto un accordo di sponsorizzazione del Verona Touch per l'anno 2012 (Touch Rugby).